# Publicité à la télévision française
La publicité à la télévision française est officiellement apparue en 1951, sous la forme dite de publicité « compensée » d'intérêt collectif c'est-à-dire, faisant la promotion d'un service, d'un type de produit ou d'une institution en évitant toute marque commerciale : ne sont alors permises à la télévision que des réclames pour des banques nationales françaises, des produits alimentaires génériques (pruneau, lait, sucre), des régies de transport, la Loterie nationale, etc. 
Le 1er octobre 1968 la publicité de marque commerciale apparaît sur la première chaîne en noir et blanc de l'Office de radiodiffusion télévision française (ORTF) : la Régie française de publicité diffuse juste avant le journal de 20 heures, cinq spots commandés par l'agence Publicis pour le fromage Boursin, le lait en poudre Régilait, les tricots Bel, l'équipement électroménager Schneider et le beurre Virlux. 
La publicité « de marque » est introduite sur la deuxième chaîne couleur en janvier 1971 et sa commercialisation est assurée par la Régie française de publicité, filiale de l'ORTF.
Depuis la décennie 1990, la publicité à la télévision est réglementée dans de nombreux textes épars, certains réunis dans le code de la consommation, d'autres dans le Code de la santé publique, dans le Code de l'environnement ou  dans le Code rural et de la pêche maritime. Elle est contrôlée par le Conseil supérieur de l'audiovisuel (CSA, ex-Commission nationale de la communication et des libertés (CNCL)) et l'Autorité de régulation professionnelle de la publicité (ARPP, ex-Bureau de vérification de la publicité).

## Historique
En 1945, après la Libération et une reprise en main du monopole de radio et télédiffusion, l'État impose à l'unique chaîne nationale, l'interdiction totale de faire de la publicité, la télévision publique étant financée uniquement par les moyens gouvernementaux et la taxe dite « redevance », à partir de 1948.
« Les émissions compensées » — ancêtres des spots publicitaires ou du parrainage — sont le premier genre de réclames à être diffusé sur les antennes télévisées de la RTF. Elles apparaissent en 1951. Dans ces émissions sont brièvement développés les thèmes d’une campagne d’intérêt général (la Sécurité routière) ou des thèmes qui doivent stimuler différents secteurs de l’économie nationale (Loterie nationale, Caisse d'épargne…) Par ailleurs, des émissions patronnées — qui reçoivent une participation financière des partenaires — n'hésitent pas à afficher clairement des écrans de promotion publicitaire au cours de leur diffusion (Air France pour Cinq colonnes à la une, Air Inter pour Intervilles).
La publicité de marque est autorisée à la télévision française le 1er octobre 1968, sur la première chaîne de l'ORTF. Elle n'apparaît qu'en 1971 sur la deuxième chaîne puis en 1983 sur FR3. Pour réaliser les spots, la Régie française de publicité (RFP) est créée en 1969.
Son apparition, comparée à ses voisins européens, sur les écrans français est tardive : 
- la Grande-Bretagne diffuse dès 1955 des messages publicitaires sur la chaîne privée ITV ;
- l'Italie dès 1957 ;
- l'Allemagne dès 1959.

En 1971, il est décidé que les revenus publicitaires ne doivent pas excéder 25 % des ressources de l'audiovisuel. Mais ce principe fut écarté lors de la création de la télévision privée, en 1982 et 1986. Ces chaînes sont alors entièrement financées par la publicité.
La RFP (entre-temps remplacée par la Commission nationale de la communication et des libertés) est dissoute en 1992.

## Les règles déontologiques
La publicité est encadrée et surveillée par le Conseil supérieur de l'audiovisuel (CSA) et doit obéir à des règles sur le contenu et sur la forme. Le non-respect de ces règles est sanctionné :
- respect de la dignité de la personne humaine ;
- être exempte de toute discrimination ;
- être conçue dans le respect des intérêts du consommateur ;
- ne contenir aucun élément choquant.

Par accord avec le CSA de 1990, les annonceurs, les agences de communication et les régies publicitaires TV ont confié au Bureau de vérification de la publicité (BVP) le soin de délivrer un avis avant diffusion pour tous les spots diffusés (14 975 avis rendus en 2005).

## Les règles spécifiques

### Obligations
La publicité comparative est autorisée si elle est loyale et véridique. Elle ne doit pas induire le consommateur en erreur et la comparaison doit être objective. La publicité comparative est strictement encadrée. Elle ne doit comparer que des produits de même nature.
L'emploi du français est obligatoire.

### Interdictions
Depuis 1986, les émissions parrainées doivent être annoncées comme telles. Certains secteurs économiques sont interdits de publicité, comme la presse ou la distribution.
La publicité clandestine, la publicité mensongère (aujourd'hui englobée dans la notion de pratiques commerciales trompeuses — Loi 2008-3 dite Loi Châtel) sont interdites.
La publicité ne doit pas porter préjudice aux mineurs.
Les présentateurs de journaux télévisés et de magazines d'actualité ne peuvent pas intervenir en tant qu'acteur ou donner leur voix dans une publicité.
La publicité subliminale ne doit pas être utilisée.

#### Les secteurs interdits
Pour des raisons déontologiques et de santé publique, sont interdites les publicités pour les armes à feu, l'assistance juridique, les médicaments prescrits uniquement sur ordonnance d'un médecin, le tabac et les produits autour du tabac (hors médicaments destinés à une désaccoutumance de la nicotine), les boissons alcoolisées au-delà de 1,2°.
Depuis le 1er janvier 2004, l'édition littéraire peut faire de la publicité sur les chaînes du câble et du satellite, mais pas sur les chaînes hertziennes analogiques et numériques ; de même que la presse. Il s'agissait auparavant de protéger certains secteurs économiques, notamment les recettes publicitaires de la presse écrite régionale.
La distribution est aussi autorisée, depuis le 1er janvier 2004, sur les chaînes thématiques diffusées par câble ou satellite, sur la télévision numérique terrestre et sur les chaînes locales, sous réserve de ne pas aborder les promotions. Sous cette condition d'expression publicitaire, l'interdiction a été levée le 1er janvier 2007 en métropole pour toutes les chaînes. Elle n'a jamais concerné l'outre-mer.
Le cinéma restait interdit de publicité télévisée à l'exception des chaînes par abonnement à options « cinéma » (par exemple, les chaînes du bouquet Ciné+), jusqu'à la publication du décret le 5 août 2020 : la diffusion de spots faisant la promotion de films visibles dans les salles de cinéma est autorisée.
La publicité par la voie de la presse ou par tout moyen de communication audiovisuelle à des fins politiques ou de campagne électorale est interdite, depuis 1990.
Ces interdictions sectorielles ne s'appliquent qu'aux diffuseurs conventionnés par le Conseil supérieur de l'audiovisuel ; par exemple, les chaînes émettant depuis d'autres États de l'Union européenne appliquent la réglementation de leur pays d'origine qui ignore généralement ces restrictions françaises.

#### Sur le service public
Sur les chaînes du groupe France Télévisions, les messages publicitaires autres que ceux pour des biens ou services présentés sous leur appellation générique sont interdits :
- entre les programmes diffusés entre vingt heures et six heures des services nationaux. Cette disposition ne s'applique pas aux campagnes d'intérêt général ;
- entre les programmes destinés prioritairement aux enfants de moins de douze ans, ainsi que pendant un délai de quinze minutes avant et après cette diffusion. Cette disposition ne s'applique pas aux messages génériques pour des biens ou services relatifs à la santé et au développement des enfants ou des campagnes d'intérêt général.

Toutefois , il existe deux cas particuliers :
- Sur France 3, apres la rediffusion de la météo régionale de 20h30, cette page publicitaire correspondant alors à un complément de diffusion des antennes régionales.
- Sur France 2, à l'occasion d'événements comme le Sidaction et le Téléthon, des pages publicitaires sont exceptionnellement validées par le CSA afin de reverser les bénéfices des recettes publicitaires aux associations concernées.

Sur La Chaîne parlementaire, les messages publicitaires et les émissions de téléachat sont interdits.

## Règles de diffusion
Les messages publicitaires doivent être clairement séparés des programmes et facilement reconnaissables. Ils doivent être diffusés entre deux panneaux distincts annonçant le début et la fin de la coupure publicitaire (ce que l'on appelle plus couramment un jingle pub).
Le volume sonore ne doit pas excéder le volume sonore du programme. Avec l'utilisation de la compression audio, le volume paraît plus fort pendant la coupure publicitaire par rapport au programme.
Une chaîne ne pouvait[Quand ?] pas diffuser plus de six minutes de publicité par heure moyenne sur une journée. En outre, la comptabilisation de 12 minutes maximum (8 minutes sur les chaînes publiques) se basant sur les tranches horaires et non sur les heures glissantes.
La France était[Quand ?] le seul pays d'Europe qui n'utilisait pas le système de l'heure d'horloge, ce qui faisait que les écrans de publicités y étaient potentiellement moins nombreux, d'une durée maximale de 4 minutes (chaînes publiques et Canal +) ou 6 minutes (chaînes privées). La révision de la Directive Télévision Sans Frontières propose de supprimer cette contrainte, en même temps que la suppression de la publicité sur la télévision publique ; la limite quotidienne de 144 minutes (24 x 6 minutes) serait par ailleurs aussi abandonnée.
L'adoption de cette directive a légèrement assoupli les règles publicitaires pour les chaînes privées : elles peuvent désormais[Quand ?] diffuser 9 minutes de publicité en moyenne horaire sur une journée, contre 6 auparavant, et le calcul est désormais fait sur la base de l'heure d'horloge et non plus de l'heure glissante.
Les chaînes privées gratuites pouvaient diffuser une coupure publicitaire de 6 minutes maximum dans les fictions (films, téléfilms, séries) et reportages. Une deuxième coupure était possible si le film dépassait 2 heures 30. Avec la Loi n° 2009-258 du 5 mars 2009 relative à la communication audiovisuelle et au nouveau service public de la télévision, la deuxième coupure est désormais possible dès que la fiction dépasse une heure.

### Définitions
1. ↑  Publicité à la télévision française : « toute forme de message télévisé diffusé contre rémunération ou autre contrepartie en vue soit de promouvoir la fourniture de biens ou services, y compris ceux qui sont présentés sous leur appellation générique, dans le cadre d'une activité commerciale, industrielle, artisanale ou de profession libérale, soit d'assurer la promotion commerciale d'une entreprise publique ou privée » (Article 2 du décret no 92-280 du 27 mars 1992, lire en ligne sur Légifrance).